# Хлоробензен
Хлоробензен — найпростіший з хлоробензенів, що складається з бензенового кільця, в якому один атом водню заміщеного одним атомом хлору. Його хімічна формула C6H5Cl.
Ця безбарвна легкозаймиста рідина є звичайним розчинником і широко використовуваним проміжним продуктом у виробництві інших хімікатів.

## Використання
Хлоробензен використовується як висококиплячий розчинник у промисловості, а також у лабораторії.
Хлоробензен нітрують у великому масштабі, щоб отримати суміш 2-нітрохлоробензену та 4-нітрохлоробензену, які розділяють. Ці мононітрохлоробензени перетворюються на споріднені 2-нітрофенол, 2-нітроанізол, біс(2-нітрофеніл)дисульфід і 2-нітроанілін шляхом нуклеофільного заміщення хлориду відповідно гідроксидом натрію, метоксидом натрію, дисульфідом натрію та аміаком. Перетворення 4-нітропохідної є подібними.

### Історичний контекст
Основне використання хлоробензену — як проміжний продукт у виробництві гербіцидів, барвників і каучуку.
Колись хлоробензен використовувався у виробництві пестицидів, особливо ДДТ, шляхом реакції з хлоралем (трихлорацетальдегідом), але це застосування скоротилося зі зменшенням використання ДДТ. Свого часу хлоробензен був основним прекурсором для виробництва фенолу:
C6H5Cl + NaOH → C6H5OH + NaCl
В результаті реакції також утворюється побічний продукт — солі. Реакція відома як процес Доу, причому реакцію проводять при температурі 350 °C з використанням плавленого гідроксиду натрію без розчинника. Експерименти з маркування показують, що реакція відбувається шляхом елімінації / додавання за допомогою аринів як проміжного продукту.

## Виробництво
Вперше описано в 1851 році. Хлоробензен виробляють шляхом хлорування бензену в присутності каталітичної кількості кислоти Льюїса, такої як хлорид заліза, дихлорид сірки та безводний хлорид алюмінію:
Каталізатор підвищує електрофільність хлору. Оскільки хлор є електронегативним, C6H5Cl виявляє дещо знижену сприйнятливість до подальшого хлорування. У промисловості реакцію проводять як безперервний процес для мінімізації утворення діхлоробензенів.

### Лабораторні маршрути
хлоробензен виробляється з аніліну за допомогою бензолдіазонію хлориду, інакше відомого як реакція Зандмайера.

## Безпечність
Хлоробензен демонструє токсичність «від низької до помірної», про що свідчить його ЛД50 2,9 г/кг. Управління з охорони праці встановило допустиму межу впливу на рівні 75 ppm (350 мг/м³) протягом восьмигодинного середнього зваженого часу для працівників, які працюють з хлоробензеном.

## Токсикологія та біодеградація
Хлоробензен може зберігатися в ґрунті кілька місяців, у повітрі — близько 3,5 днів, а у воді — менше одного дня. Люди можуть піддаватися впливу цієї речовини через вдихання забрудненого повітря, споживання забрудненої їжі чи води або контакт із забрудненим ґрунтом (як правило, поблизу сховищ небезпечних відходів). Однак, оскільки його виявили лише на 97 із 1177 місць зберігання небезпечних відходів NPL, у США його не вважають поширеним забруднювачем навколишнього середовища. Бактерія Rhodococcus phenolicus розкладає хлоробензен, дихлоробензен і фенол як єдині джерела вуглецю.
Потрапляючи в організм, як правило, через забруднене повітря, хлоробензен виводиться як через легені, так і через сечовидільну систему.

## На інших планетах
Хлоробензен був виявлений в осадових породах на Марсі. Було припущення, що хлоробензен міг утворитися, коли зразок нагрівався в камері для відбору проб приладу. Нагрівання могло б викликати реакцію органічних речовин у марсіанському ґрунті, який, як відомо, містить перхлорати.